# Le Vrétot
Le Vrétot ist eine Ortschaft und eine ehemalige französische Gemeinde mit 565 Einwohnern (Stand: 1. Januar 2022) im Département Manche in der Region Normandie. Sie gehörte zum Arrondissement Cherbourg.
Mit Wirkung vom 1. Januar 2016 wurden die früheren Gemeinden Bricquebec, Les Perques, Quettetot, Saint-Martin-le-Hébert, Le Valdécie und Le Vrétot zu einer Commune nouvelle mit dem Namen Bricquebec-en-Cotentin fusioniert und haben in der neuen Gemeinde den Status einer Commune déléguée. Der Verwaltungssitz befindet sich im Ort Bricquebec.

## Lage
Der Ort Le Vrétot liegt am Fluss Scye auf der Halbinsel Cotentin, 25 Kilometer südsüdwestlich von Cherbourg. Nachbarorte von Le Vrétot sind Quettetot im Norden, Bricquebec im Nordosten, Les Perques im Osten, Sortosville-en-Beaumont im Südosten, Sénoville im Südwesten, Surtainville im Westen sowie Pierreville und Saint-Germain-le-Gaillard im Nordwesten.

## Bevölkerungsentwicklung
| Jahr                       | 1962 | 1968 | 1975 | 1982 | 1990 | 1999 | 2008 | 2015 |
| -------------------------- | ---- | ---- | ---- | ---- | ---- | ---- | ---- | ---- |
| Einwohner                  | 628  | 605  | 493  | 499  | 458  | 520  | 556  | 631  |
| Quellen: Cassini und INSEE |      |      |      |      |      |      |      |      |

## Sehenswürdigkeiten
- Kirche
- Wasserturm

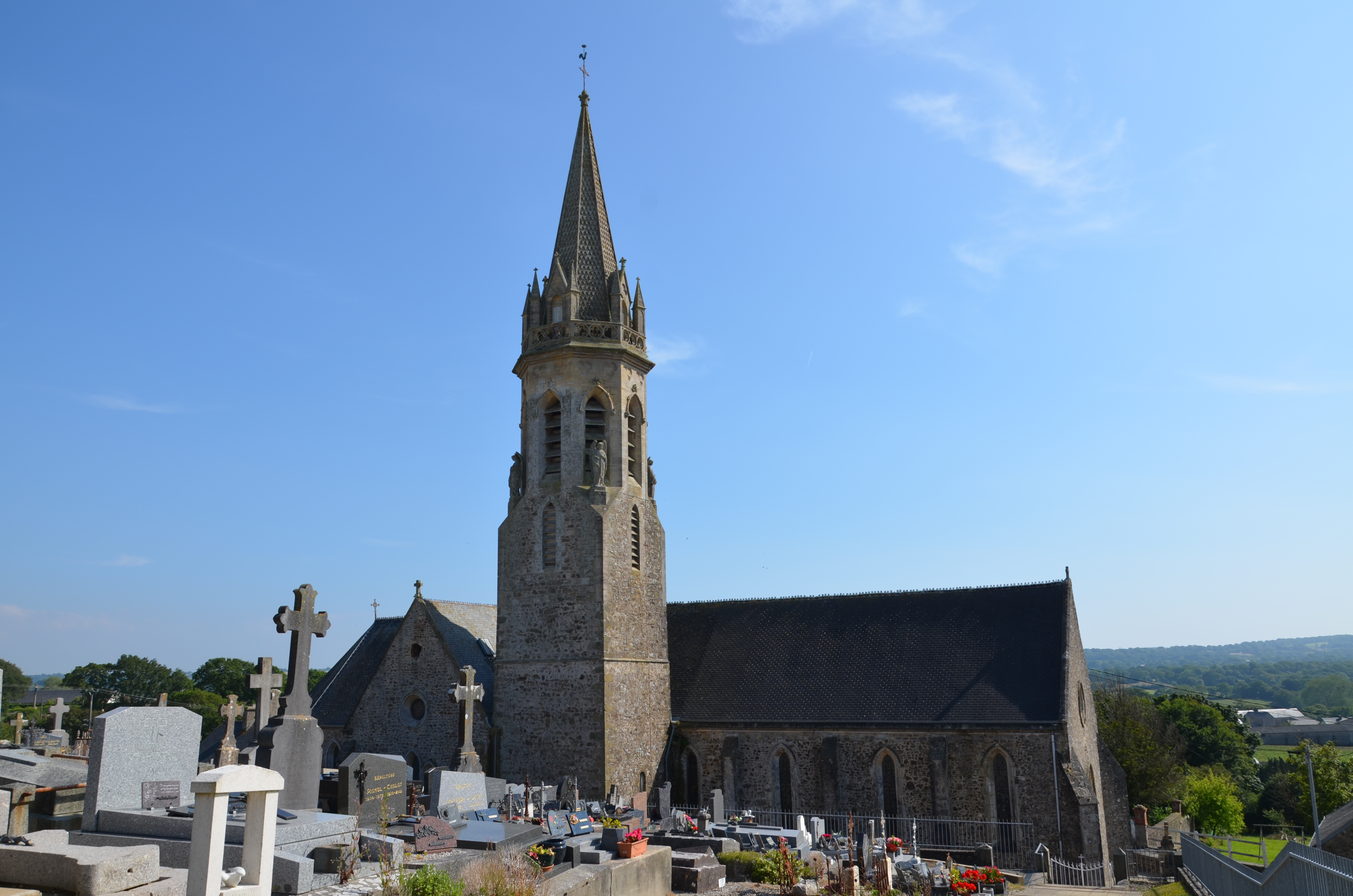
Kirche Notre-Dame-des-Anges
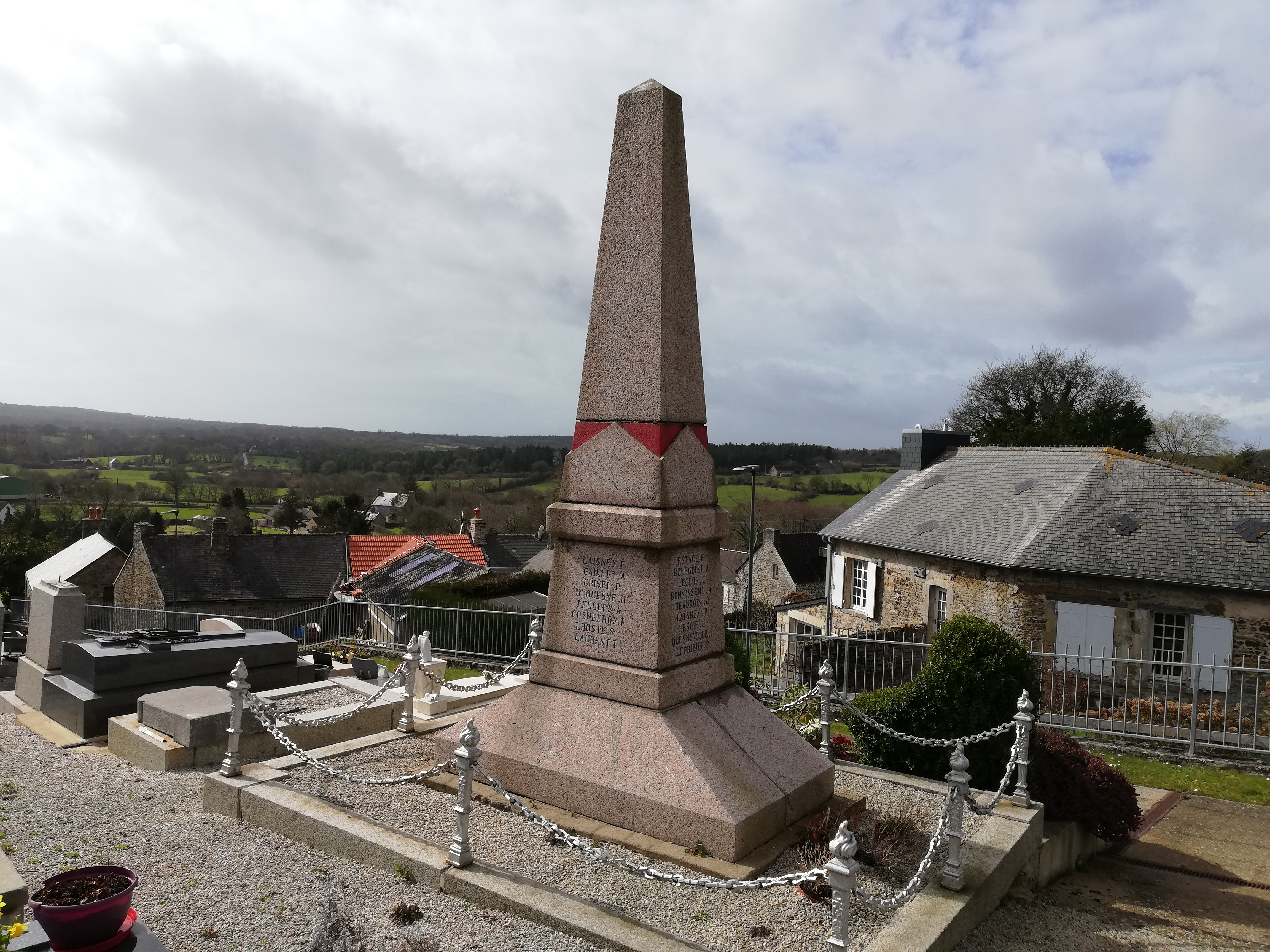
Gefallenendenkmal

## Belege
1. ↑  Erlass der Präfektur Arr. 15-96 über die Bildung der Commune nouvelle Bricquebec-en-Cotentin vom 4.12.2015.